# 三甲ゴルフ倶楽部
三甲ゴルフ倶楽部（さんこうゴルフくらぶ）は、兵庫県三木市吉川町冨岡に広がるゴルフ場である。

## 概要
三甲ゴルフ倶楽部は、新たなゴルフ場建設に向け、「兵庫開発株式会社」がゴルフ場経営に乗り出したことに始まる。コース名は「ジャパンメモリアルゴルフクラブ」、コース設計はジャック・ニクラウスが、工事は株式会社熊谷組が行い、1990年（平成2年）12月8日、18ホール規模のゴルフ場が開場された。
その後、2002年（平成14年）10月29日、 兵庫開発株式会社と関係会社の株式会社レジェンドが、民事再生手続き開始の申請、証券分割などにより自主再建を目指す。2020年（令和2年）6月23日、 コース名をジャパンメモリアルゴルフクラブから「三甲ゴルフ倶楽部ジャパンコース」に改称した。
また、日本のプロゴルフメジャー大会の1つ、日本ゴルフ協会主催競技でもあり、日本選手権大会に相当する、2022年（令和4年）第87回 日本オープンゴルフ選手権競技大会を開催した。

## 所在地
〒673-1102 兵庫県三木市吉川町冨岡933-27番地

## コース情報
- 開場日 - 1990年12月8日
- 設計者 - ジャック・ニクラウス
- 面積 - 1,100,000m2（約33.2万坪）
- コースタイプ - 丘陵コース
- コース - 18ホールズ、パー72、7,051ヤード、コースレート72.0
- グリーン - 1グリーン、ベント（ペンクロス）
- フェアウエイ - コーライ
- ラフ - ノシバ
- ハザード -バンカーの72、池が絡むホール5
- プレースタイル - 乗用カート(5人乗り)、自走式、全組キャディ付き
- 練習場 - 18打席 305ヤード
- 休場日 - 12月31日、1月1日[4][5]

## クラブ情報
- ハウス面積 - 5,634m2（1,704坪）
- ハウス設計 - 株式会社日建設計
- ハウス施工 - 株式会社熊谷組[4][5]

## ギャラリー
- コース - 「三甲ゴルフ倶楽部」、コース紹介
- ハウス - 「三甲ゴルフ倶楽部」、施設紹介

## 交通アクセス
- 鉄道 - JR宝塚線 - 新三田駅よりタクシー利用 約15分
- 道路 - 舞鶴若狭道 - 三田西ICより km 約分[6]

## メジャー選手権
- 2022年（令和4年） - 第87回 日本オープンゴルフ選手権競技[7]
- 2027年（令和9年） - 第37回 日本シニアオープンゴルフ選手権競技開催予定

## 関連文献
- 『ゴルフ場ガイド 西版』2006-2007、「ジャパンメモリアルゴルフクラブ（兵庫県）」、東京 ゴルフダイジェスト社、2006年5月、2020年9月26日閲覧